# カレル・ベルナルト・ブダイン
カレル・ベルナルト・ブダイン（Karel Bernard Boedijn、1893年6月29日 - 1964年8月26日）はオランダの植物学者、菌類学者である。
アムステルダムに生まれた。労働者階級の出身で、高等教育を受けることができず、働き始め、趣味で自然観察を行っていた。園芸の仕事に付き、園芸雑誌に記事を書くようになった。アムステルダム大学植物園（Hortus Botanicus Amsterdam）に雇われ、にアムステルダム大学の植物学教授、ユーゴー・ド・フリースに聡明さを見出され、講義や実習に参加するようになり、ド・フリースの研究を手伝うようになった。1923年に大学の入学資格を得て、1925年に博士号を得た。北スマトラのメダンでの研究職を得て、インドネシアに渡り、1928年から菌類学者としてボイテンゾルグ植物園で働いた。ラム（Herman Johannes Lam）の後をついで1935年から、バタビアの医学校の生物学の教授を務めた。
第二次世界大戦中は日本軍によって数年間、捕虜収容所に収容された。戦後はボゴールに設立されたインドネシア大学農学部の教授を務めた。引退後はオランダに戻り、ハーグで没した。
娘に有名なバレリーナになったマリアンヌ・ヒラリデス（Marianne Hilarides）がいる。
子嚢菌門の菌類の属名Boedijnopezizaに献名されている。

## 著作
- Boedijn KB, Steinmann A. (1931). "Les espèces des genres Helicobasidium et Septobasidium des Indes Néerlandaises" (The species in the genera Helicobasidium and Septobasidium in Java, Bali, and Malaysia). Bulletin du Jardin Botanique de Buitzenzorg 3rd series, 11:2 pp. 165–219.
- Boedijn KB. (1932). "The genus Sarcosoma in Netherlands India". Annales du Jardin Botanique de Buitenzorg 3rd series, 12:2 pp. 273–279.
- Boedijn KB. (1932). "The Phallineae of the Netherlands East Indies". Annales du Jardin Botanique de Buitenzorg 3rd series, 12 pp. 71–103.
- Boedijn KB. (1933). "The genera Phillipsia and Cookeina in Netherlands India". Annales du Jardin Botanique de Buitenzorg 3rd series, 13:1 pp. 57–76.
- Boedijn KB. (1951). "Notes on Indonesian fungi. The genus Amanita". Sydowia 5: 317–327.
- Boedijn KB. (1961). "Myriangiales from Indonesia". Persoonia 2 (1): 63–75.
- Boedijn KB. (1962). "The Sordariaceae of Indonesia". Persoonia 2 (3): 305–320.